# Kalmus

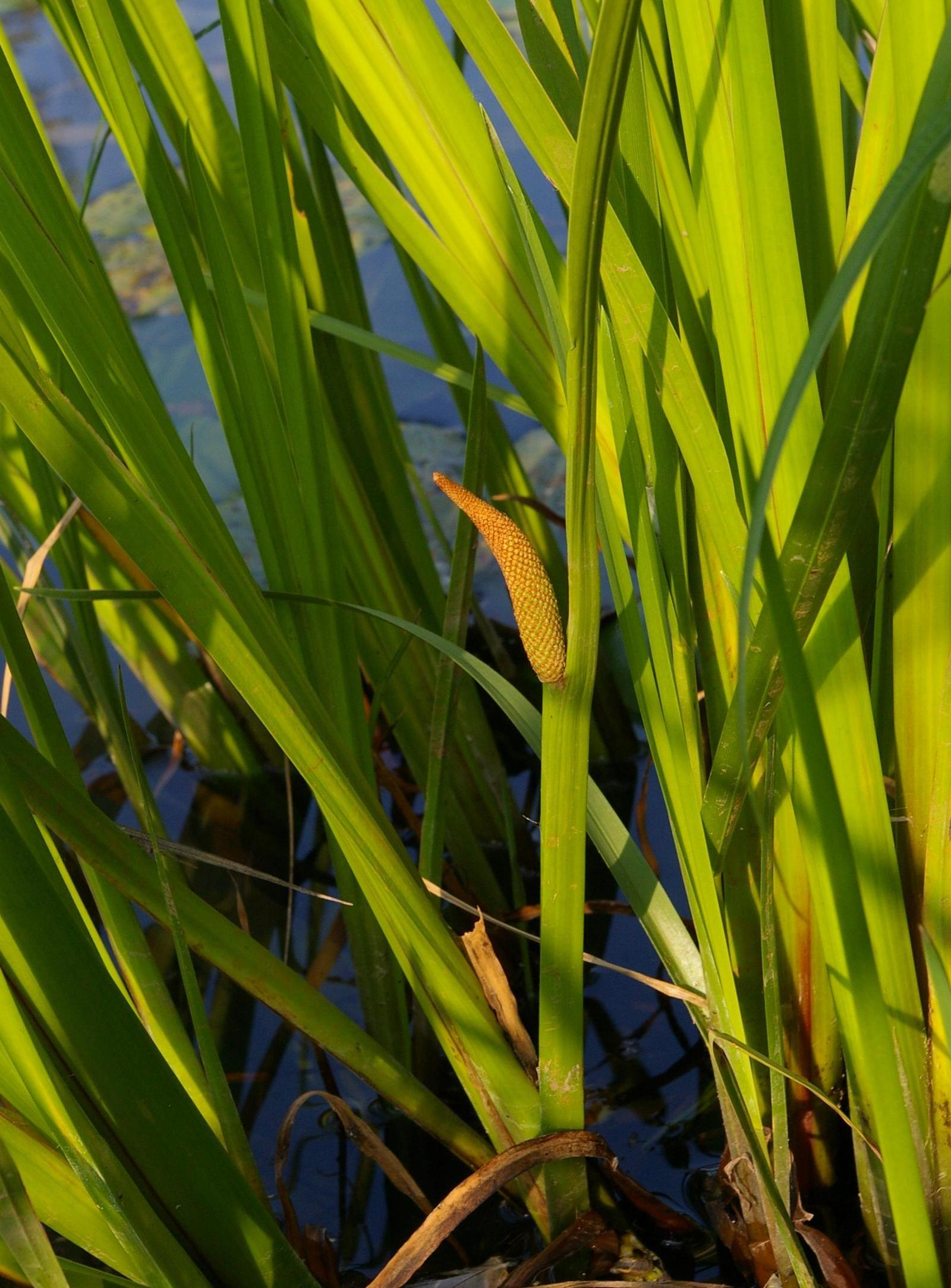
Acorus calamus

Kalmus (Acorus calamus L.) är en växt som tillhör familjen kalmusväxter. Kalmus blir mellan 60 och 150 cm hög. Dess blad är raka, spetsiga, grönglänsande, 1 till 2 cm breda och ena kanten är vågig. Stjälken är liksom bladen trekantig. Kalmus blommar inte ofta och i Norden förekommer endast sterila triploider.

## Utbredning
I Norden är kalmus ganska vanlig. Den trivs i lerig mark och grunda näringsrika vatten, exempelvis sjövikar, dammar, åar, bäckutlopp och småkärr. Dess utbredning är Finlands sydspets, hela södra Sverige, små områden i södra Norge och hela Danmark. Den kommer ursprungligen från södra Kina och Himalaya och introduceras i Skandinavien under tidig medeltid.

## Varieteter och sorter
Tre varieteter omnämns:
- var. angustata Engler  - fertil tetraploid (4n = 48). Östra Asien (Kina och Japan, men inte Korea).
- var. calamus - steril triploid.
- var. verus L. - fertil. Jordstammar smala, blad 6–8 mm breda. Blomkolv smal, 3–5 cm. Hölsterblad 4–8 gånger längre än blomkolven. Indien till Sri Lanka, Bangladesh & Kina.

### Sorter
- 'Purpureus' - blad med purpurröd ton.
- 'Variegatus' ('Albovariegatus', 'Argentovariegatus', 'Aureovariegatus') - blad strimmiga i grönt och gulvitt.

## Synonymer
- var. angustatus
  - Acorus angustatus Rafinesque
  - Acorus calamus var. angusta  Bess. nom. inval.
  - Acorus triqueter Turczaninow ex Schott

- var. calamus
  - Acorus angustifolius Schott 
  - Acorus aromaticus Gilib. nom. inval.
  - Acorus asiaticus Nakai 
  - Acorus calamus var. vulgaris L.
  - Acorus calamus-aromaticus  Clairv. nom. illeg.
  - Acorus casia Bertol.
  - Acorus cochinchinensis (Lour.) Schott
  - Acorus commersonii Schott
  - Acorus commutatus Schott
  - Acorus elatus Salisbury nom. illeg.
  - Acorus europaeus Dumort.
  - Acorus flexuosus Rafinesque
  - Acorus floridanus Rafinesque
  - Acorus griffithii Schott
  - Acorus nilaghirensis Schott
  - Acorus odoratus Lam. nom. illeg.
  - Acorus spurius Schott
  - Acorus terrestris Spreng.
  - Acorus undulatus Stokes nom. illeg.
  - Acorus vulgaris (L.) Simonk.
  - Calamus aromaticus Güldenst. 
  - Orontium cochinchinense Lour.

- var. vernus
  - Acorus verus (L.) Garsault
  - Acorus verus (L.) Houtt. nom. illeg.
  - Acorus verus (L.) Rafinesque nom. illeg.

## Kalmusrot
Kalmusrot, Rhizoma calami, är namnet på det läkemedel som utvinns av den cirka 25 cm långa och 2  - 3 cm tjocka rotstocken av Acorus calamus. Den har en särpräglad, bitter och aromatisk smak, som dessutom är skarp och kryddig beroende på den aromatiska oljan. Förutom olja, som uppgår till cirka 3 procent, innehåller kalmusroten ett bitterämne, acorin.
Den har i äldre tid använts för att stimulera aptiten. Den av G. E. Klemming utgivna handskrift 7 som är en översättning av Christiern Pedersens En nøttelig Legebog ffaar ffattige och Rige tryckt i Malmö 1533 anger for matlwsta. Tag ij lod ingefæra ij lodh næglikor ij lodh galigo. j lodh pariis korn j lod kalmus... tz skal man ætha førsth om morgonen.
Kalmusroten har i djurförsök visat sig kunna ge upphov till tumörer, men används trots detta inom alternativmedicinen.